# Brian Schweitzer
Brian David Schweitzer (4 de septiembre de 1955) es un político estadounidense del estado de Montana (Estados Unidos). Schweitzer pertenece al partido demócrata y fue el 23° gobernador de Montana habiendo estado en el cargo desde enero del 2005. Schweitzer es uno de los gobernadores de Estados Unidos con mejores índices de aprobación en toda la nación, con encuestas regulares mostrando índices del 70 por ciento de aprobación.[cita requerida]